# 夏日天使
《夏日天使》（日语：夏服のイヴ）是日本的愛情電影，於1984年由日本東寶公司發行。
本片是松田聖子主演的第3部電影。

## 概要
故事講述年輕戀人牧子和秀和因誤會而分開，牧子到了老遠的紐西蘭，撫平了傷口，並快將結婚。正當握住幸福之際，秀和再次闖進她的生命中，打亂了一切…她會怎樣抉擇？在青春中迷失自我的秀和又如何找到出路？

## 製作
- 導演：西村潔（日语：西村潔）
- 編劇：詹姆斯·三木（日语：ジェームス三木）
- 音樂：日野皓正（日语：日野皓正）
- 主題曲：松田聖子『夏服のイヴ（日语：時間の国のアリス）』 （夏服的夏娃）
- 片長：98分鐘

## 演員
- 松田聖子：藤枝牧子
- 羽賀健二（日语：羽賀健二）：西丸秀和
- 風見章子（日语：風見章子）：櫻井加代
- 山越正樹：宗方明
- 近藤光子：宗方菫
- 近藤花惠：宗方柚
- 岩城德榮（日语：岩城徳栄）：飯田操
- 朝比奈順子（日语：朝比奈順子）：江尻章子
- 名古屋章（日语：名古屋章）：藤枝良市
- 加茂櫻：藤枝忍
- 坂野啟：藤枝浩
- 堺左千夫（日语：堺左千夫）：幼稚園園長
- David Teleford：Jimmy Lawrence
- Janice Grey：Jane Lawrence
- Greg Wright：Joe Lawrence
- Marcellus Van Fast：David Lawrence
- 野際陽子：西丸富子
- 近藤正臣（日语：近藤正臣）：宗方征一郎

## 外部連結
- 互联网电影数据库（IMDb）上《夏日天使》的资料（英文）